# Camponotus atlantis
Camponotus atlantis é uma espécie de inseto do gênero Camponotus, pertencente à família Formicidae.

## Subespécies
- C. a. atlantis
- C. a. atrioris
- C. a. hesperius
- C. a. marocanus
- C. a. nigrovarius
- C. a. planitae